# 40 Wall Street
40 Wall Street je adresa v New Yorku, na které se nachází mrakodrap, který po svém dokončení sloužil jako sídlo společnosti The Bank of the Manhattan Company. Později se stal znám pod tímto jménem. Když se jeho první nájemce sloučil s Chase National Bank, vznikla Chase Manhattan Bank. Dnes je mrakodrap znám i jako Trump Building, po rekonstrukci v roce 1996, kterou financoval nový majitel – Donald Trump. V roce 1998 byla zařazena mezi městské památky města. V současnosti je třiadvacátou nejvyšší budovou v New Yorku.
40 Wall Street je sedmdesátiposchoďový mrakodrap na Manhattanu, dokončen byl v roce 1930 po pouhých jedenácti měsících výstavby. Hlavními architekty byli H. Craig Severance a Yasuo Matsui. Nachází se na severní straně Wall Street, mezi ulicemi Nassau Street a William Street. Vrchol dosahuje výšky 282,5 m a po krátkou dobu to byla nejvyšší budova na světě; později ji překonal Chrysler Building, dokončený ve stejném roce.
Podobně jako Empire State Building, 40 Wall Street byla také zasažena letadlem: v roce 1946 stroj americké pobřežní stráže letící v mlze narazil do budovy, při nehodě zahynuli čtyři lidé.